# Victor Jollos
Victor Jollos (ur. 12 sierpnia 1887 w Odessie, zm. 5 lipca 1941 w Madison) – niemiecki i amerykański biolog protistolog i genetyk rosyjskiego pochodzenia, zwolennik ortogenezy.

## Życiorys
Był synem Gregora Jollosa i jego żony Rosy z domu Jurowskiej. Miał siostrę Nadię i brata Waldemara (1886–1953), później pisarza i tłumacza w Zurychu, męża Lavinii Mazzucchetti (1889–1965).
Wraz z rodzicami niedługo po urodzeniu wyemigrował do Niemiec. Studiował zoologię, botanikę i chemię na Uniwersytecie Fryderyka Wilhelma w Berlinie oraz Uniwersytecie Ludwika i Maksymiliana w Monachium. W 1910 otrzymał tytuł doktora na podstawie monografii poświęconej bruzdnicom. Od 1910 do 1912 pracował w Instytucie Zoologicznym u Hertwiga w Monachium, a od 1912 do 1914 u Hartmanna w Instytucie Chorób Zakaźnych w Berlinie. We wrześniu 1914 roku musiał opuścić Instytut, ponieważ cały czas miał rosyjskie obywatelstwo. Rozpoczął wówczas studia medyczne na Uniwersytecie Fryderyka Wilhelma. Tytuł doktora medycyny otrzymał w 1918 roku. Pracował następnie u Wassermanna w Instytucie Terapii Doświadczalnej w Berlinie. W 1921 habilitował się w zoologii i anatomii porównawczej. W 1925 został mianowany profesorem nadzwyczajnym zoologii na Uniwersytecie Kairskim i kierownikiem tamtejszego Instytutu Zoologicznego. Od 1929 był z powrotem w Berlinie; w 1930 mianowano go profesorem nadzwyczajnym w Instytucie Cesarza Wilhelma i kierownikiem laboratorium. W 1933 z powodu żydowskiego pochodzenia został pozbawiony stanowiska i w październiku, razem z żoną Ilse z domu Rappaport (Raven) i dwójką dzieci (Inge i Eva), wyemigrował do Wielkiej Brytanii. Otrzymał propozycję objęcia katedry w Edynburgu, ale wybrał ofertę Uniwersytetu Wisconsin w Madison i wyjechał do Stanów Zjednoczonych. Z powodu różnych trudności stałej posady jednak tam nie otrzymał. Zmarł na zawał serca w 1941 roku.

## Dorobek naukowy
Prace Jollosa dotyczyły mechanizmów dziedziczenia. Prowadził badania nad orzęskami, u których opisał ukierunkowane modyfikacje budowy uzyskane w kolejnych pokoleniach rozmnażających się bezpłciowo pantofelków; udowodnił też pozajądrowe dziedziczenie tego typu zmian, nazwanych przez niego Dauermodifikationen. Obserwacje Jollosa nie dały się wytłumaczyć w duchu morganizmu, w czym upatruje się przyczyn zahamowania jego kariery naukowej w Stanach Zjednoczonych.

## Wybrane prace
- (1921) Experimentelle Protistenstudien. Mit 12 Kurven im Text[2]
- (1934) Inherited changes produced by heat-treatment in Drosophila melanogaster[3]
- (1932) Weitere Untersuchungen über die experimentelle Auslösung erblicher Veränderungen beiDrosophila melanogaster[4]
- (1931) Die experimentelle Auslösung von Mutationen und ihre Bedeutung für das Evolutionsproblem[5]
- (1914) Variabilität und Vererbung bei Mikroorganismen[6]
- (1933) Weitere experimentelle Untersuchungen zum Artumbildungsproblem[7]
- (1933) Die Übereinstimmung der bei Drosophila melanogaster nach Hitzeeinwirkung entstehenden Modifikationen und Mutationen[8]
- (1935) Sind Dauermodifikationen — „Schwachmutationen“ und der „Parallelismus von Modifikationen und Mutationen“ eine Stütze für das lamarckistische Prinzip?[9]